# Hanlonova břitva
Hanlonova břitva je aforismus předkládaný jako důsledek Finaglova zákona a Occamovy břitvy. Zní:
Nehledejte zlý úmysl tam, kde je dostatečným vysvětlením hloupost.
Původ termínu je nejasný, podobné moudrosti byly přisuzovány Napoleonovi, Williamu Jamesovi a dalším. Podle Josepha Biglera je autorem citátu jakýsi Robert J. Hanlon, který jej nabídnul do knihy vtipů týkajících se Murphyho zákona.
Podobný citát se nachází v krátké povídce Logic of Empire (Logika impéria), kterou v roce 1941 napsal Robert Heinlein („Přisuzujete ničemnosti to, co je výsledkem prosté hlouposti.“), takže podle některých je Hanlonova břitva pouhou zkomoleninou Heinleinovy břitvy.
Moudrosti s podobným obsahem jsou i v mnoha dalších literárních dílech. V Goethově díle Utrpení mladého Werthera (1774) se objevuje „…nedorozumění a nedbalost stvořily v tomto světě více zmatků než podvody a zášť. Přinejmenším druhé dvě jsou mnohem méně časté.“
Hanlonova břitva je velice oblíbená u hackerů, často se objevuje v e-mailových signaturách či uvítacích zprávách.